# Burgruine Pux

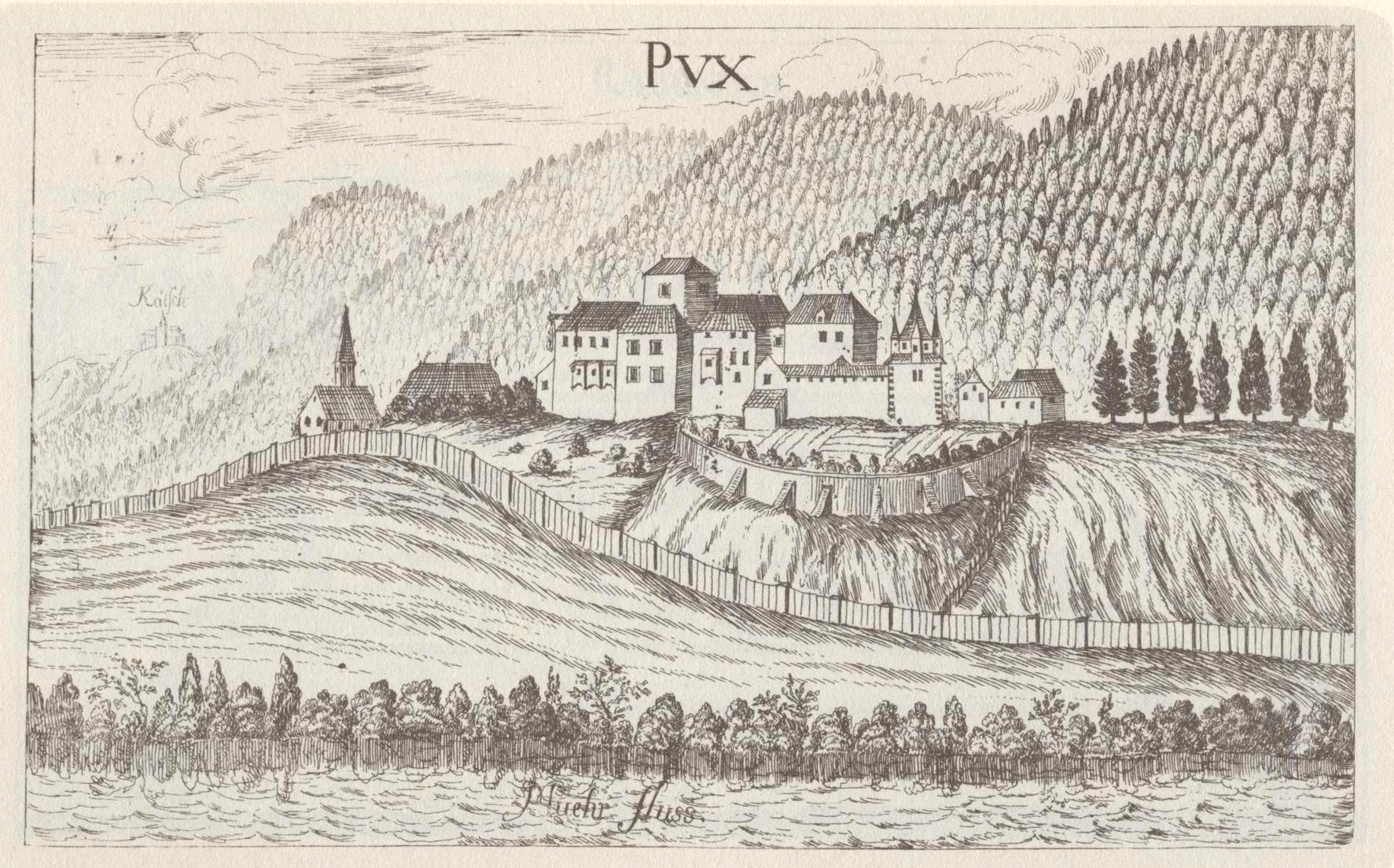
Ansicht von Schloss Alt-Pux nach Vischer, 1672

Die Burgruine Pux steht südöstlich vom neuen Schloss Pux bei Frojach in der Gemeinde Teufenbach-Katsch im Bezirk Murau in der Steiermark. Die Burgruine steht seit 2016 unter Denkmalschutz (Listeneintrag).

## Geschichte
Die Höhenburg befindet sich oberhalb des Ortes Pux auf einer Geländekante des Puxberges, in einer Höhe von 790 m ü. A. Unterhalb am Hang verlief ursprünglich neben der Mur zwischen Katsch und Pux ein alter Römerweg. 
Die Anlage ist vermutlich zeitgleich mit dem Wehrbau Puxer Luegg um die Mitte des 11. Jahrhunderts entstanden. Die seit dem 12. Jahrhundert belegte Burg stand bis 1425 im Besitz der Puxer und bis 1559 im Besitz der Pranckher; ab 1872 wiederum im Besitz der Pranckher.

## Bauwerk
Von dem aus zwei Teilen bestehenden Wehrbau sind nur noch geringe Reste vorhanden, die insbesondere vom Niederhaus stammen. Dieser ehemalige Wohnbau diente vom 15. bis zum 18. Jahrhundert als Getreidespeicher und brannte in der Weihnachtsnacht 1779 ab.
Der Neubau Schloss Pux wurde 1911 aus unverputzten Bruch- und Hausteinen etwas oberhalb der freistehenden Schlosskapelle Pux errichtet.